# Karl-Heinrich Wulf
Karl-Heinrich Wulf (* 23. Januar 1928 in Kiel; † 5. Dezember 2016 in Würzburg) war ein deutscher Frauenarzt und Geburtshelfer.

## Leben
Karl-Heinrich Wulf studierte Medizin an den Universitäten Kiel und Freiburg. In Kiel absolvierte er von 1953 bis 1955 seine Zeit als Medizinalassistent. 1953 wurde er mit dem Thema „Ein Beitrag zur Morphologie der diffusen Tumoren der weichen Häute“ promoviert. Von 1956 bis 1969 war er als Assistent an der Kieler Universitätsfrauenklinik unter Ernst Philipp und Herbert Huber tätig. 1965 absolvierte Wulf einen Studienaufenthalt am Nuffield Institute for Fetal Research in Oxford und am Department of Physiology der St. Mary Hospital Medical School in London.
1969 wurde er als Nachfolger von Egon Fauvet als ordentlicher Professor an die Medizinische Hochschule Hannover berufen. Von 1969 bis 1973 war er dort Direktor der Frauenklinik. Eine Berufung nach Düsseldorf nahm er nicht an, sondern trat am 1. April 1973, begleitet von einigen „Hannoveraner [sic] Assistenten“, die Nachfolge von Horst Schwalm als Direktor der Universitäts-Frauenklinik Würzburg an, der er bis 1996 vorstand. 1996 übergab Wulf nach 23 Dienstjahren die Klinik an Johannes Dietl.
Wissenschaftliche Schwerpunkte Wulfs waren die Perinatologie, Plazentaphysiologie, Neugeborenenadaptation, Risikoschwangerschaft und die operative Geburtshilfe sowie die gynäkologische Morphologie. Wulf war der 44. Präsident der Deutschen Gesellschaft für Gynäkologie und Geburtshilfe und richtete den Kongress 1982 in München aus.

## Ehrungen
Karl-Heinrich Wulf war Ehrenmitglied der Deutschen Gesellschaft für Gynäkologie und Geburtshilfe. Am 5. Oktober 2010 wurde er zudem mit der Carl-Kaufmann-Medaille der Fachgesellschaft geehrt.

## Schriften (Auswahl)
- Karl-Heinrich Wulf, Heinrich Schmidt-Matthiesen: Klinik der Frauenheilkunde und Geburtshilfe. (begr. von Horst Schwalm und Gustav Döderlein). Urban und Fischer Verlag, München
- H. Caffier, K. Rotte, K. Baier, Karl Heinrich Wulf: Brusterhaltendes Therapie des Mammakarzinoms. Erfahrungen mit dem Würzburger Behandlungskonzept. Gynakol Geburtshilfliche Rundsch 33 (1993), Suppl 1, 87-9, PMID 8118371
- Karl-Heinrich Wulf: Kritische Aspekte der Mikroblutuntersuchung. Gynakol Geburtshilfliche Rundsch 33 (1993), Suppl 1, 149-51, PMID 8118248
- Karl-Heinrich Wulf: Der vorzeitige Blasensprung aus klinischer Sicht. Gynakol Rundsch 29 (1989), Suppl 2; 106-11, PMID 2612997
- Karl-Heinrich Wulf: Die programmierte Geburt. Ther Umsch 38 (1981), 1009-14, PMID 7313983
- Wolfgang Künzel, Karl-Heinrich Wulf: Frühgeburt. Urban und Schwarzenberg, 1997, ISBN 3-541-30721-8